# Хей, Джоанна
Джоанна Хей (Joanna Dorothy «Jo» Haigh; род. 7 мая 1954 года) — британский учёный, физик, физик атмосферы и климатолог, исследовательница влияния Солнца на климат Земли, специалист по моделированию климата.
Член Лондонского королевского общества (2013), доктор философии (1980), профессор, заслуженный исследовательский фелло Имперского колледжа Лондона, в котором протрудилась 35 лет и откуда ушла в отставку в 2019 году, в 2014—2019 гг. содиректор Grantham Institute – Climate Change and Environment, перед чем на протяжении пяти лет возглавляла кафедру физики упомянутого колледжа.
Являлась президентом Королевского метеорологического общества (2012—2014), редактором Quarterly Journal of the Royal Meteorological Society и Journal of Atmospheric Sciences.

## Биография
В Оксфордском университете получила степени магистра (1975) и доктора философии DPhil по физике атмосферы (1980).
В 1976 году также получила степень магистра метеорологии в Имперском колледже Лондона.
В 1984 году поступила лектором на кафедру физики Имперского колледжа Лондона, в котором затем провела 35 лет — до своей отставки в 2019 году; с 2001 года профессор физики атмосферы, ныне эмерит-профессор и заслуженный исследовательский фелло, с 2009 года на протяжении пяти лет возглавляла кафедру физики, в 2014—2019 гг. содиректор Grantham Institute – Climate Change and Environment.
Ведущий автор Третьего оценочного доклада МГЭИК (2001).
Изначально занималась стратосферой.
В исследовании 2010 года развеяла теорию о том, что глобальное потепление связано с солнечной активностью.
Много выступает в СМИ.
В 2019 году в числе 11 учёных подписала письмо к ста самым богатым благотворительным организациям и семьям с просьбой о финансировании усилий по преодолению экологического климатического кризиса.
Фелло Института физики и Королевского метеорологического общества, почётный фелло оксфордского Сомервиль-колледжа (2014).
Отмечена Institute of Physics Edward Appleton Medal and Prize (2004) и Adrian Gill Prize Королевского метеорологического общества (2010). CBE (2013).
Автор книги «The Sun’s Influence on Climate» (2015, ISBN 9780691153841).
Замужем.